# Idaea trissomita
Idaea trissomita là một loài bướm đêm trong họ Geometridae.